# Jaunciems
Jaunciems – jeden z mikrorejonów Rygi – stolicy Łotwy – położony w dystrykcie Północnym. Według danych na rok 2021 Jaunciems zamieszkiwało 2316 osób, a gęstość zaludnienia wyniosła 253 os./km².

## Geografia
Całkowita powierzchnia Jaunciems wynosi 9,13 km², czyli prawie 5 razy więcej niż średnia powierzchnia wszystkich mikroregionów Rygi.

## Galeria

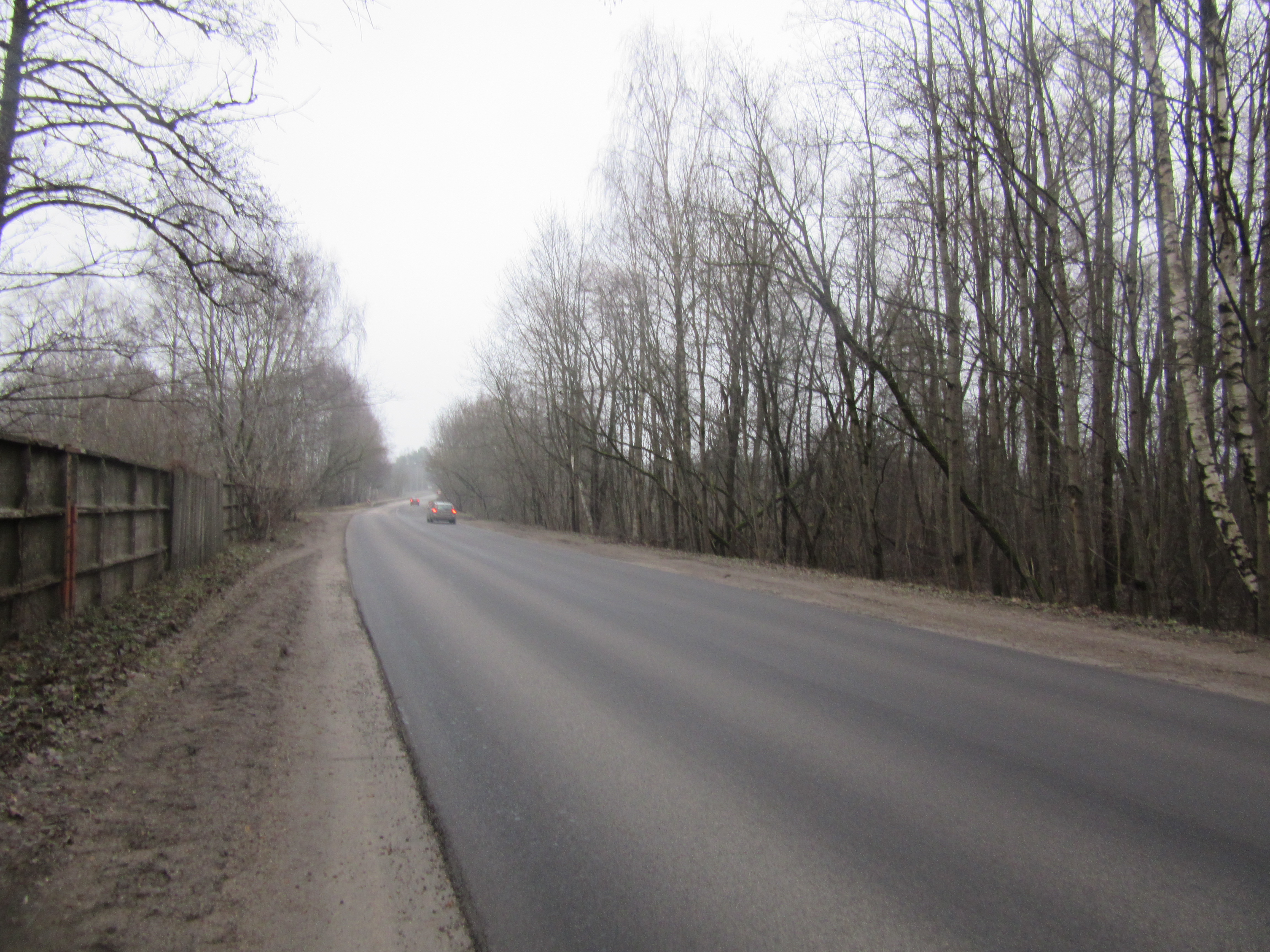
Ulica Jaunciema w Jaunciems
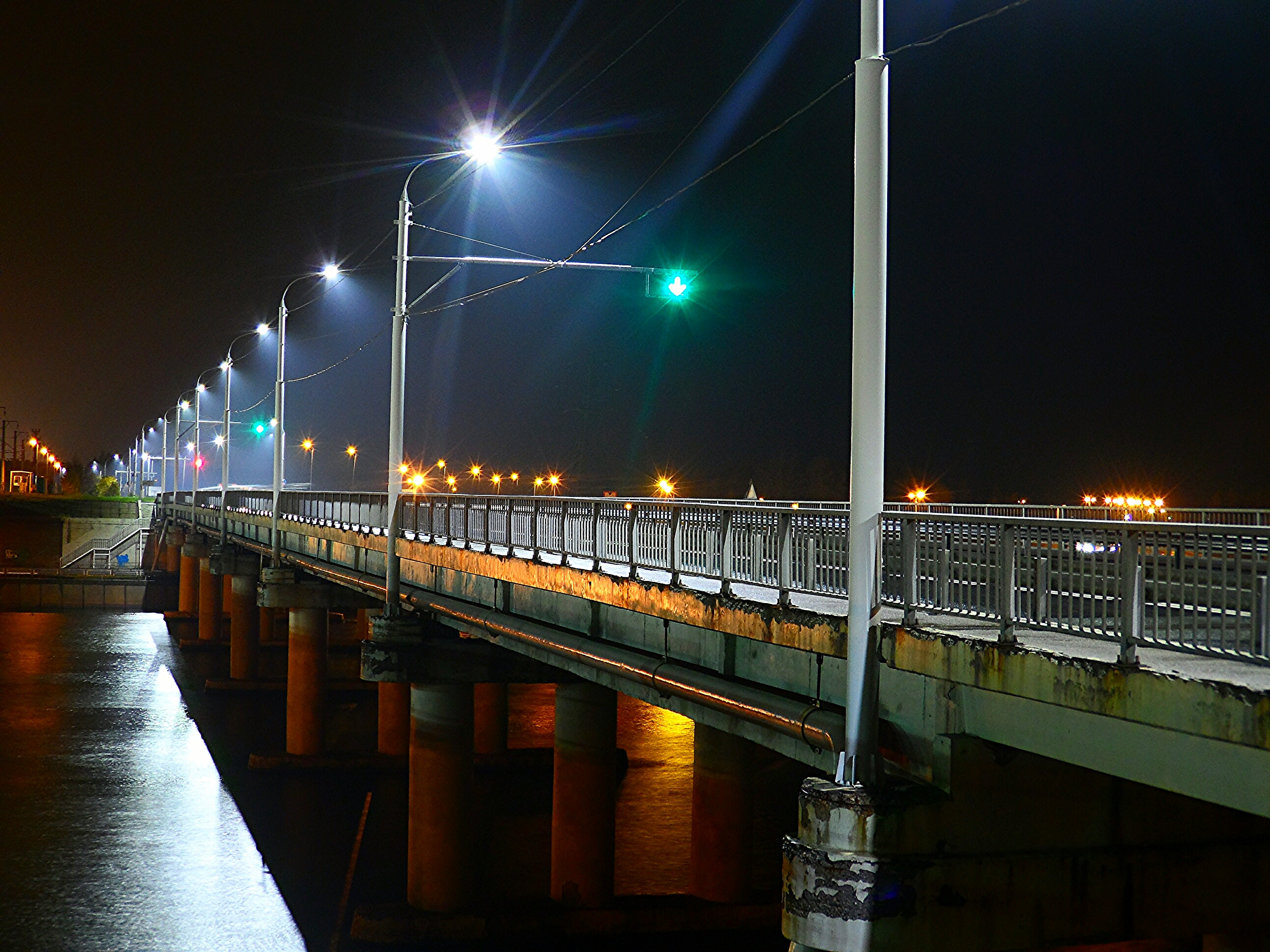
Zdjęcie mostu kolejowego w nocy
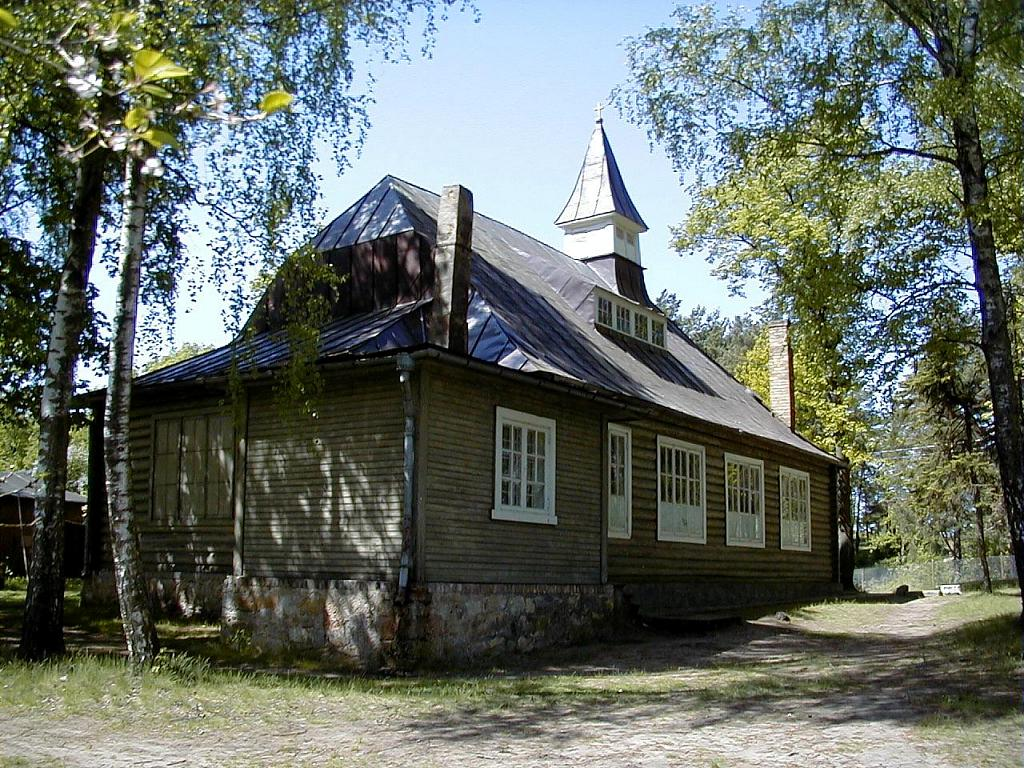
Kościół w Jaunciems
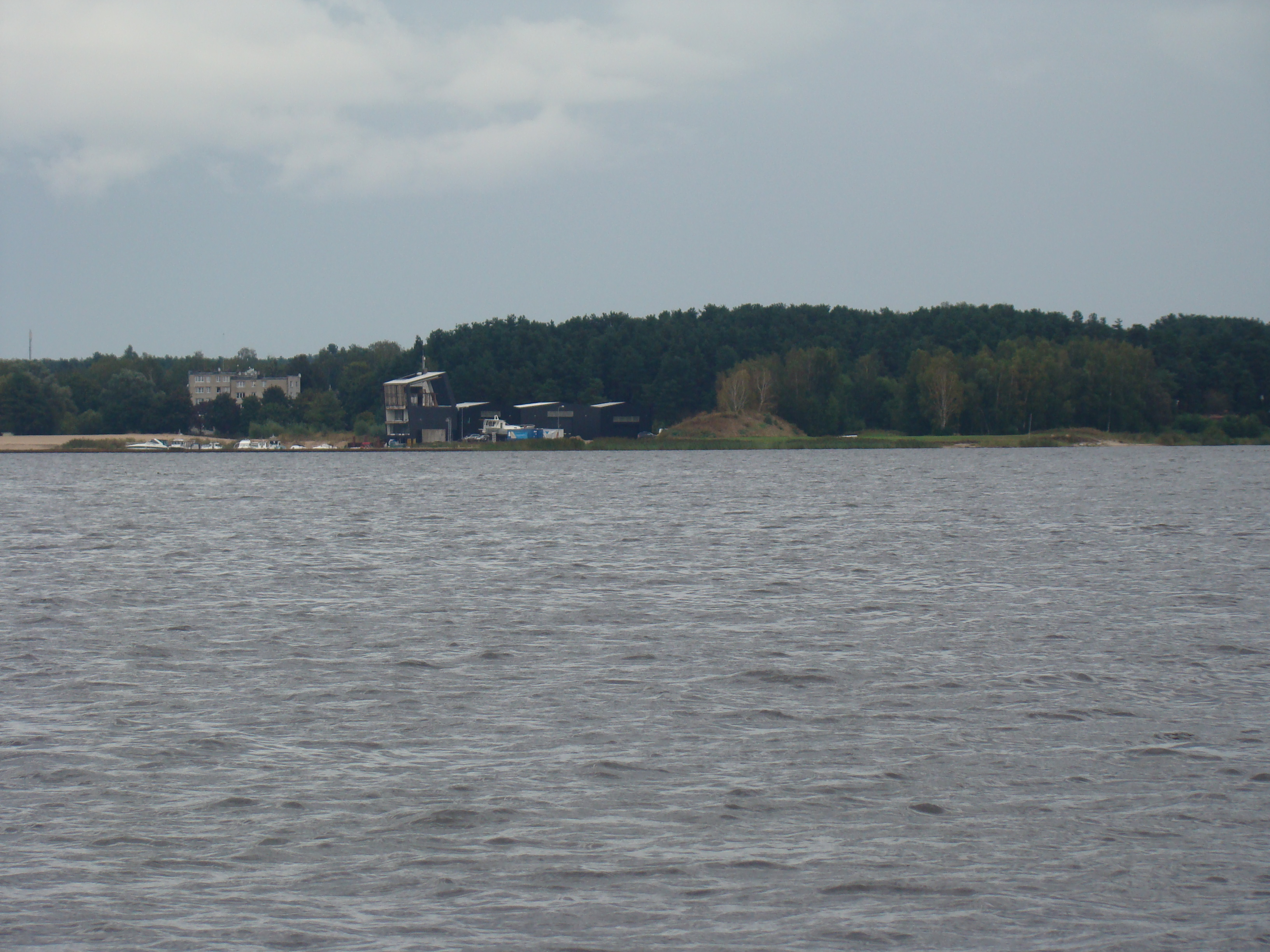
Zdjęcie jeziora w Jaunciems
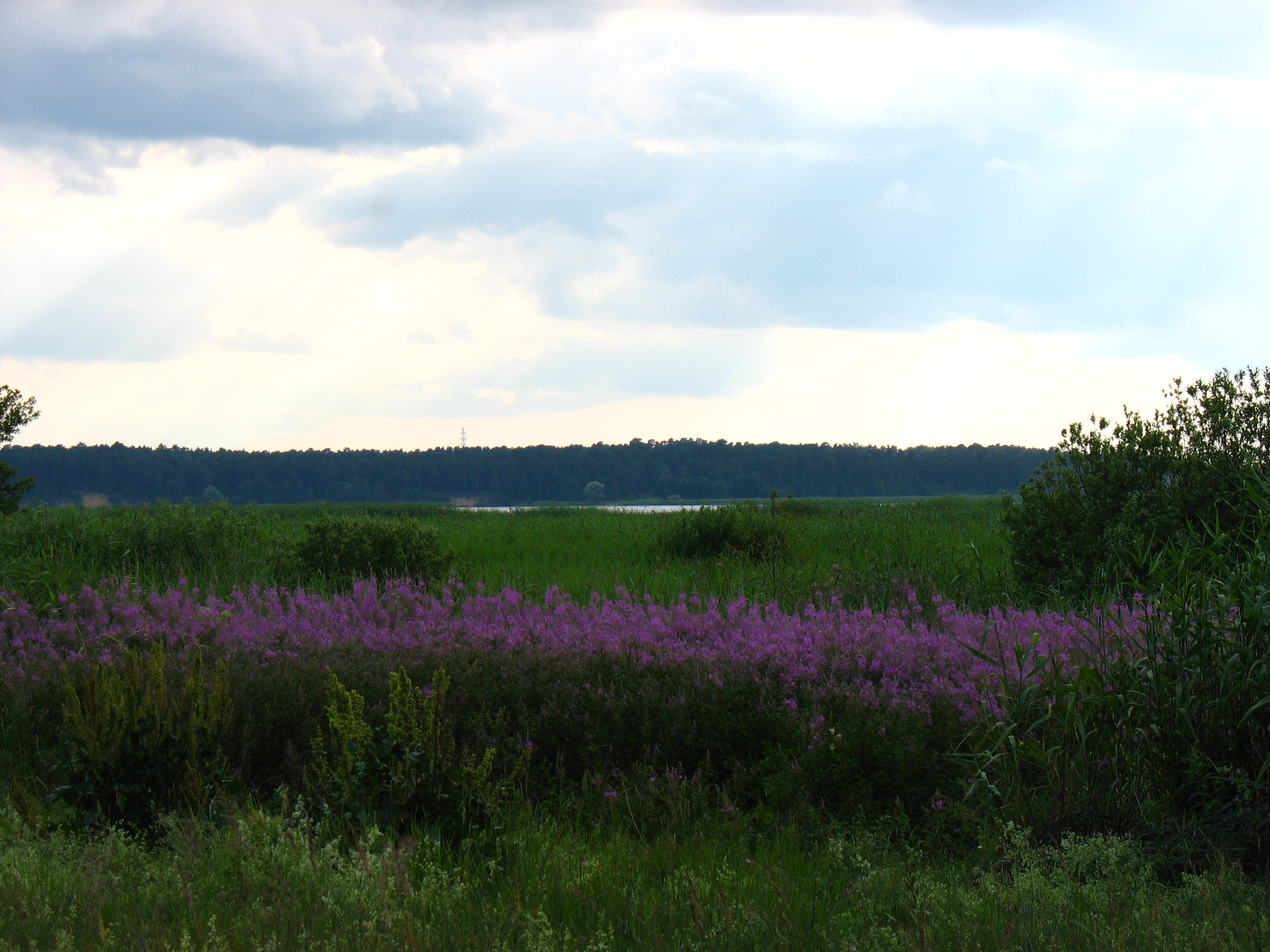
Zdjęcie mokradeł w Jaunciems